# Bernd Fäthke
Bernd Fäthke (* 25. April 1941 in Marbach am Neckar) ist ein deutscher Kunsthistoriker.

## Leben
Bernd Fäthke studierte Kunstgeschichte, Klassische Archäologie und Vorgeschichte an den Universitäten Frankfurt, Marburg und Mainz und wurde 1972 in Marburg mit einer Dissertation zu Nikolaus von Verdun promoviert. Ab 1973 war er als Kustos am Museum Wiesbaden tätig. Dort beschäftigte er sich mit der Malerei des späten 19. und frühen 20. Jahrhunderts, insbesondere mit Marianne Werefkin und Alexej Jawlensky. Aufgrund von Auseinandersetzungen mit dem damaligen Museumsdirektor Volker Rattemeyer in Bezug auf seine Forschungen zu Marianne Werefkin ließ er sich im Jahr 1990 an die Verwaltung der Staatlichen Schlösser und Gärten Hessen in Bad Homburg versetzen, wo er das Fachgebiet Museen leitete.
Von Bernd Fäthke liegen über 140 Publikationen in Fachzeitschriften und Ausstellungskatalogen mit dem Schwerpunkt Alexej Jawlensky und Marianne Werefkin vor, zudem Veröffentlichungen zu Alexander Sacharoff, Alo Altripp, Erma Bossi, Franz Marc, Robert Genin, zu verschiedenen, insbesondere hessischen Künstlern sowie zu den Themenbereichen „Blauer Reiter“, zum Japonismus und zur Bildfälschung. Weiterhin veröffentlichte er zahlreiche Bildbetrachtungen zu Werken der Klassischen Moderne und der zeitgenössischen Kunst.

## Veröffentlichungen (Auswahl)
- Die Meister des Klosterneuburger Altares. Dissertation. Marburg 1972 (mit Lebenslauf).
- Alexej Jawlensky. Zeichnungen – Graphik – Dokumente. Ausstellungskatalog. Museum Wiesbaden. Wiesbaden 1983.
- Im Vorfeld des Expressionismus: Anton Ažbe und die Malerei in München und Paris. Verlag des Instituts für Bildende Kunst. Wiesbaden 1988, ISBN 978-3-926899-01-9.
- Marianne Werefkin. Museo comunale d’arte moderna Ascona (Hrsg.). Villa Stuck, München 1988.
- Marianne Werefkin, Leben und Werk, 1860–1938. Prestel, München 1988, ISBN 978-3-7913-0886-9.
- mit Alexander Hildebrand, Ildikó Klein-Bednay: Jawlenskys japanische Holzschnittsammlung: eine märchenhafte Entdeckung. Eine Ausstellung der Verwaltung der Staatlichen Schlösser und Gärten im "Rittersaal" des Schlosses zu Steinau an der Strasse, 14. Juni bis 25. Oktober 1992. Verwaltung der Staatlichen Schlösser und Gärten, Bad Homburg v.d. Höhe 1992.
- Spurensicherung für die Blaue Reiterin in Litauen. Verein der Berliner Künstlerinnen e. V. Berlin 1995, ISBN 978-3-9802288-7-9
- Der Fall Jawlensky. Original – Kopie – Fälschung. In: Weltkunst 68, 1998, S. 1502–1530 (auch separat Weltkunst-Verlag, München 1996).
- Die „Blaue Reiterin“. Mit Jawlensky in Ahrenshoop, Prerow und Zingst. Der „Blaue Reiter“ in München, Murnau und Berlin. Verein der Berliner Künstlerinnen e. V. Berlin 1998, ISBN 978-3-926460-64-6.
- Marianne Werefkin. Hirmer, München 2001, ISBN 3-7774-9040-7.
- Jawlensky und seine Weggefährten in neuem Licht. Hirmer, München 2004, ISBN 3-7774-2455-2.
- Alo Altripp – von Farben, Formen und Nichtfarben. Galerie Draheim, Wiesbaden 2009, ISBN 978-3-00-029529-4.
- mit Gerhard M. Schneidereit: Aufbruch 1911: Erich Heckel, Marianne von Werefkin, Alexej Jawlensky. Edition Fischerhuder Kunstbuch, Fischerhude 2011, ISBN 978-3-88132-325-3.
- Alexej Jawlensky, Köpfe radiert und gemalt. Galerie Draheim, Wiesbaden 2012, ISBN 978-3-00-037815-7
- Genins Stippvisite in der Ažbe-Schule. In: Robert Genin 1884-1941, Russischer Expressionist in München. Ausstellungskatalog Schloßmuseum Murnau, 2019, ISBN 978-3-932276-59-0, S. 89 ff.